# Restrizioni sui dati geografici in Cina
Per motivi di sicurezza nazionale, l’accesso a certi tipi di dati geografici in Cina è consentito solo a coloro che ottengono una speciale autorizzazione da un dipartimento che fa capo al Consiglio di Stato.

## Legislazione
Secondo gli articoli 7, 26, 40 e 42 della Surveying and Mapping Law of the People's Republic of China, le attività di studio e mappatura geografica non autorizzate sono illegali nella Cina continentale dal 2002. In particolare, la legge proibisce
()
In caso di violazione è prevista una multa da 10.000 a 500.000 yuan. Gli individui e le organizzazioni straniere che intendono svolgere studi geografici in Cina devono istituire una joint venture con un soggetto cinese autorizzato.
Tra il 2006 e il 2011 sono riportati circa 40 casi di violazione della legge.
La legge non si applica nelle regioni amministrative speciali di Hong Kong e Macao per la politica del "una Cina, due sistemi", pertanto nessuna restrizione sui dati geografici è presente nei due territori.
I maggiori produttori di fotocamere digitali, tra cui Panasonic, Leica, Fujifilm, Nikon e Samsung, si sono adeguati alla legge impostando i loro dispositivi in maniera tale che le funzioni di geotagging vengono automaticamente disabilitate quando il sensore GPS rileva che il dispositivo si trova in territorio cinese.
Il progetto collaborativo di mappatura OpenStreetMap avverte i suoi utenti che le attività di mappatura sono illegali in Cina.

## Sistemi di coordinate
I regolamenti cinesi impongono che i fornitori di servizi cartografici autorizzati in Cina utilizzino un datum geodetico particolare chiamato GCJ-02. Baidu Maps usa invece un altro sistema, denominato BD-09, che è basato sul GCJ-02.

### GCJ-02
Il GCJ-02 è un datum geodetico creato dallo State Bureau of Surveying and Mapping (国测局S, GuócèjúP) che consiste nel WGS-84 con l'aggiunta di un algoritmo di offuscamento che provoca uno scostamento apparentemente casuale sia alla latitudine che alla longitudine.
Un punto geografico espresso in coordinate GCJ-02 risulterà nella posizione corretta su una mappa GCJ-02, mentre avrà uno scostamento di 100–700 metri dalla posizione reale su una mappa WGS-84 e viceversa.
Nonostante sia segreto, l'algoritmo di offuscamento è stato craccato utilizzando parti di codice che sono trapelate e sono disponibili numerosi progetti open-source per convertire coordinate GCJ-02 in WGS-84 in vari linguaggi di programmazione, tra cui C#, PHP, Python, R, e Ruby. L'algoritmo di offuscamento produce rumori multipli ad alta frequenza nella forma {\displaystyle 20n\sin(180k\times lat_{rad})}, generando quindi un'equazione trascendente che non possiede soluzioni analitiche. Le soluzioni open-source non forniscono quindi una conversione esatta ma hanno un'accuratezza variabile tra due metri e pochi centimetri.
Dal codice trapelato si è scoperto che il GCJ-02 utilizza alcuni elementi del vecchio sistema di riferimento sovietico SK-42.

### BD-09
Il BD-09 è un altro datum, usato da Baidu Maps, che aggiunge ulteriore offuscamento al GCJ-02. Baidu fornisce una API per convertire le coordinate WGS-84 in BD-09, ma, come per il GCJ-02, non sono state pubblicate informazioni su come effettuare la conversione nella direzione opposta. Anche per il BD-09 esistono tuttavia delle implementazioni open source scritte in R e in altri linguaggi.

## Problema dello scostamento rispetto al WGS-84
A causa della differenza tra il sistema cinese GCJ-02 e il WGS-84 utilizzato in tutto il resto del mondo e soprattutto dal sistema GPS, vi è uno scostamento di alcune centinaia di metri (variabili a seconda del luogo) tra le mappe stradali realizzate con il GCJ-02 e le immagini satellitari, che, essendo realizzate utilizzando il GPS, seguono il WGS-84. I fornitori autorizzati di servizi cartografici devono acquistare un algoritmo di correzione che consente di posizionare i luoghi ottenuti con il GPS correttamente sulla mappa. I servizi di mappatura collaborativi come OpenStreetMap non sono affetti dal problema perché sia le immagini satellitari che le mappe delle strade sono espressi in WGS-84, sebbene sia illegale aggiungere informazioni geografiche a questi progetti dall'interno del territorio cinese.
Alcuni fornitori di servizi cartografici, come ad esempio Here, hanno scelto di traslare le immagini satellitari in modo che si sovrappongano correttamente alle mappe stradali GCJ-02.
Google e Apple utilizzano le mappe dell'azienda AutoNavi per il territorio cinese. In particolare, il sito google.cn/maps adotta il sistema GCJ-02 sia per le mappe stradali che per le immagini satellitari, mentre il sito google.com/maps utilizza il GCJ-02 per le mappe stradali e il WGS-84 per le foto aeree, mostrando il problema dello scostamento quando esse vengono sovrapposte. Questo rende impossibile usare il posizionamento GPS via browser o l'importazione di tracciati GPS con le mappe di Google in Cina. Anche Google Earth utilizza il WGS-84 per le immagini satellitari.
Non è chiaro se i chip GPS prodotti in Cina per l'uso interno forniscono in output direttamente le coordinate GCJ-02 oppure coordinate WGS-84 che vengono poi convertite in GCJ-02 via software.
Poiché la legge sulla restrizione dei dati geografici non si applica a Hong Kong e Macao, il problema dello scostamento è presente anche nelle mappe stradali al confine tra le due regioni amministrative speciali e la Cina continentale.